# Vårtsvin
Vårtsvin (Phacochoerus africanus) är ett klöv- och svindjur med vårtigt huvud och uppåtstående, ibland 60 centimeter långa betar (överkäkens hörntänder).

## Kännetecken

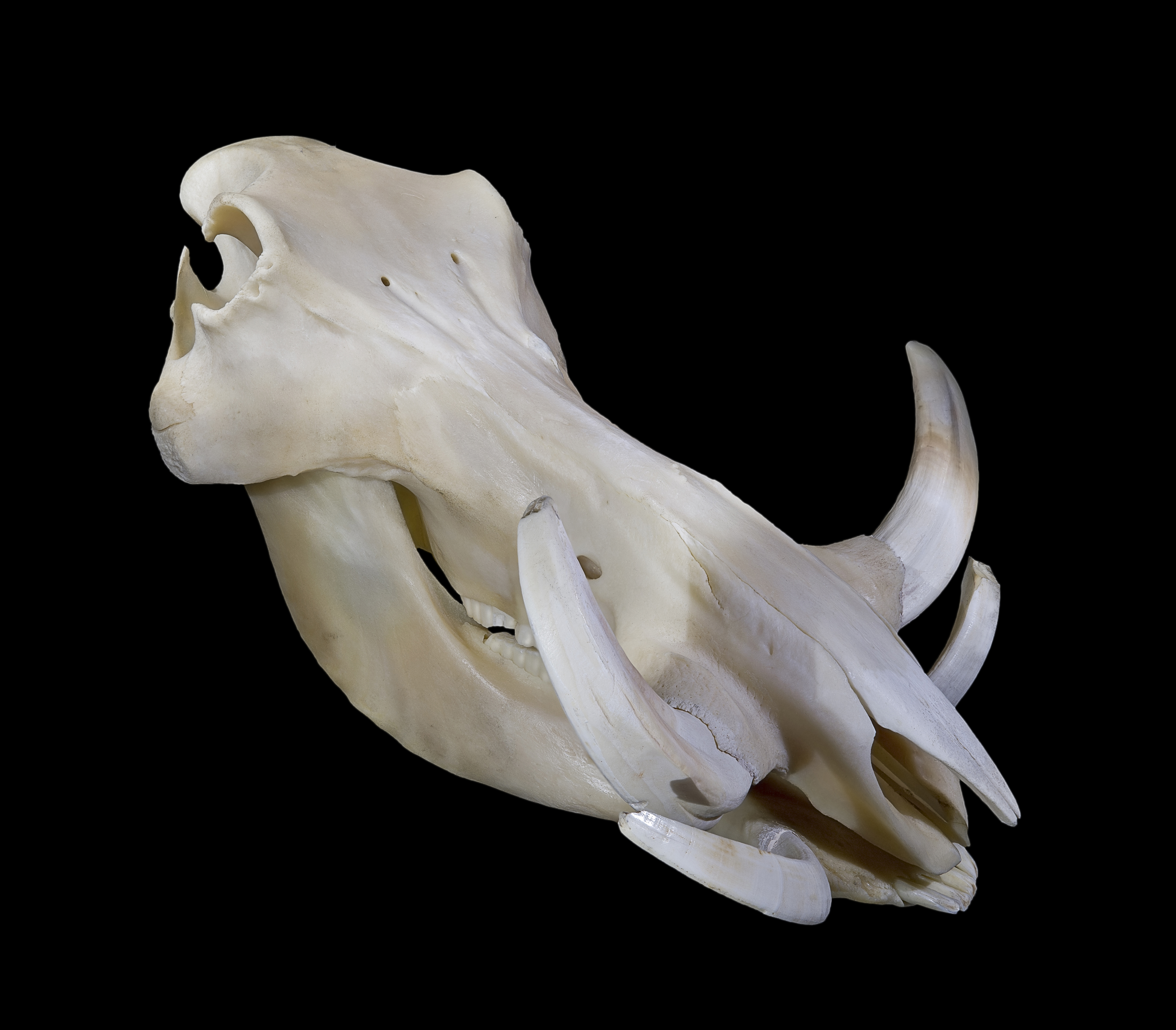
skalle

Kroppslängden uppgår till maximalt 1,5 meter och mankhöjden till cirka 70 centimeter, och djuren väger 50 till 150 kg. Även de undre hörntänderna är förlängda, men inte lika tydlig som de övre hörntänderna. De övre hörntänder är hos hanar 25 till 64 cm långa och de har hos honor en längd av 15 till 26 cm. Vårtorna – som bara består av hud – är särskilt stora hos hannar. Vid den korta halsen finns ett slags "dröglapp".
Pälsen är grå till svartbrun och på grund av det varma klimatet i vårtsvinets utbredningsområde mindre tjock än hos vildsvinet. På djurets nacke och rygg finns en lång man och vid svansens ände en större håranhopning. Man och svans riktas uppåt när djuret känner sig hotat.

## Utbredning och habitat
Vårtsvinet finns huvudsakligen i östra och södra Afrika, bland annat i Ngorongoro. Utbredningsområdet sträcker sig från Mauretanien och Etiopien söderut till Namibia och Sydafrika. Habitatet utgörs av öppna landskap som savanner och öppna skogar.

## Levnadssätt
I motsats till de flesta andra svindjur är vårtsvin aktiva på dagen; bara under dagens hetaste timmar vilar de i buskansamlingar, under träd eller i fuktig lera. De gömmer sig på natten i grottor, tomma termitbon, men främst i bon som tillfälligt lämnats av nattaktiva jordsvin.
De lever i hjordar om vanligtvis tre till tio individer; det förekommer dock uppgifter om enstaka hjordar där uppemot trettio vårtsvin levt samman. På samma vis som hos arten vildsvin utgörs hjordarna oftast av en familjegrupp av honor, ledd av en sugga och hennes avkomma. Galtar tillåts endast undantagsvis i sådana familjegrupper, och hanarna lever därför oftast ensamma eller tillsammans i små grupper. Flera grupper och enskilda exemplar bildar tillsammans en storgrupp. Revir av de enskilda grupperna kan överlappas i en storgrupp, och ibland använder de samma jordhåla.
Vårtsvin har bra förmåga att försvara sig, till och med mot leoparder.

## Föda
Dessa djur är allätare men har huvudsakligen vegetabiliska ämnen som föda. De äter till exempel gräs, bär, bark och as eller gräver i marken efter rötter.

## Fortplantning
Efter dräktigheten – som varar i 150 till 175 dagar – föder honan en till åtta ungar, men vanligtvis två eller tre. Födelsen sker vanligen under årets torra perioder. Efter cirka 50 dagar kan ungarna följa modern, och efter ungefär fem månader slutar honan att ge di. Unga hannar lämnar modern efter cirka 15 månader, medan honor stannar längre. Honorna kan även stanna i moderns grupp för resten av livet. Ungdjur blir könsmogna efter 18 till 20 månader. I naturen ligger livslängden mellan sju och elva år. Man har kunnat observera att djur i fångenskap blivit upp till 18 år gamla.

## Vårtsvin och människor

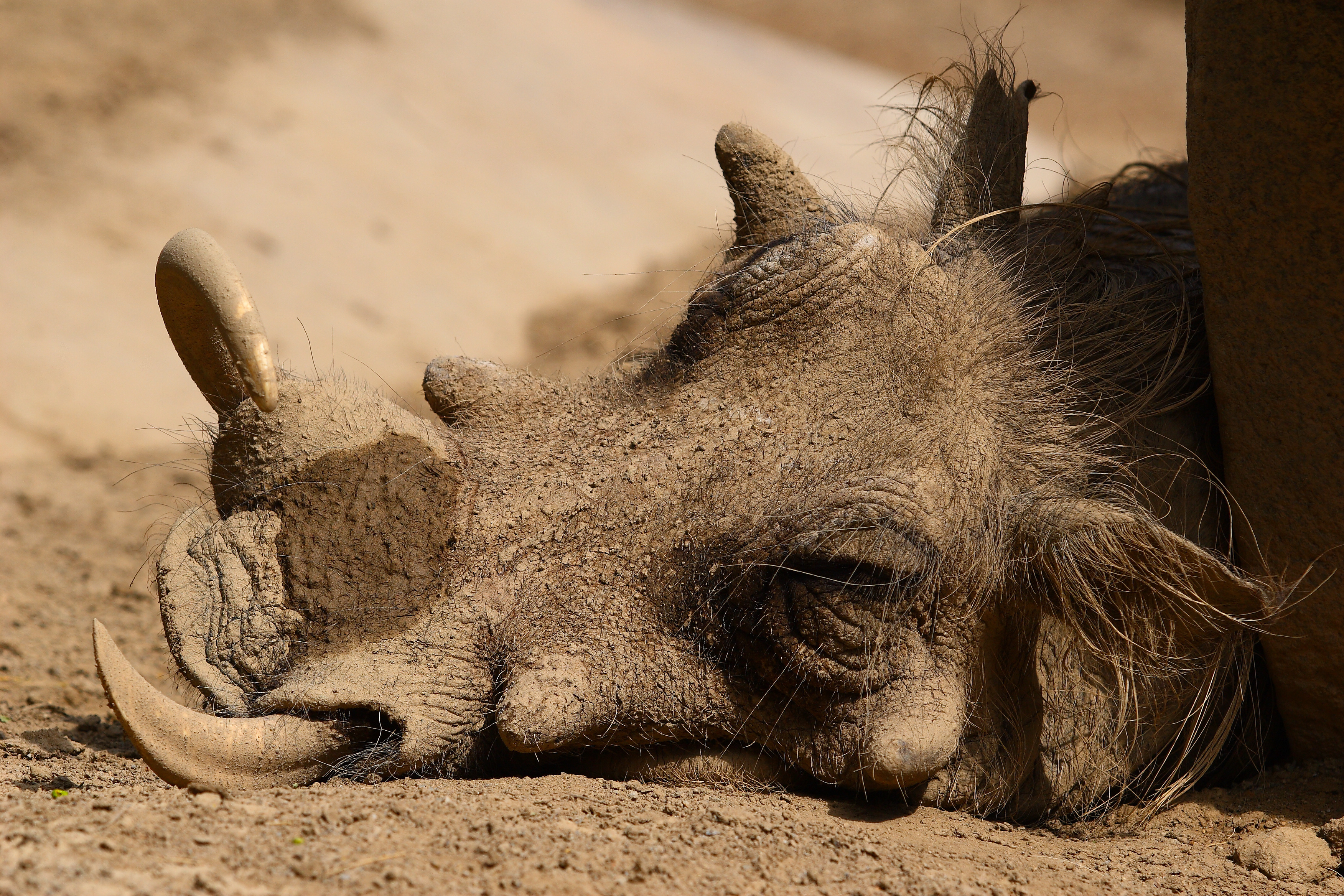
Närbild på huvudet.

Vårtsvin jagas för köttets skull, samt för att de ibland ses som skadedjur då de med sitt grävande födosök kan förstöra odlingsmark. Trots detta räknas arten inte som hotad, men den är sällsynt i vissa regioner. En underart, Phacochoerus africanus aeliani, som förekommer i Eritrea och Djibouti listas av IUCN som starkt hotad (endangered).
Tidigare levde släktingen kapvårtsvin, eller emgalo (Phacochoerus aethiopicus aethiopicus) i Kapprovinsen, Sydafrika. Underarten är emellertid utdöd sedan omkring år 1900.
Ett känt vårtsvin i populärkulturen är Pumbaa, ur disneyfilmen Lejonkungen.